# 本城美智子
本城 美智子（ほんじょう みちこ、1953年10月13日 - 2015年4月9日）は、日本の小説家。神奈川県生まれ。本姓・鈴木。明治学院大学文学部卒業。

## 経歴
1986年「十六歳のマリンブルー」ですばる文学賞受賞、作家活動に入る。日本語教育研究所客員研究員を務めた。

## 著書
- 『十六歳のマリンブルー』集英社 1987 のち文庫
- 『彼と彼女の百の微罪』集英社 1988
- 『夢境の花』集英社 1991
- 『プライベートな星空』誠文堂新光社 1995
- 『星でつづる「銀河鉄道の夜」』誠文堂新光社 1996